# یلنا میکولیش
یلنا میکولیش (بلاروسی: Елена Владимировна Микулич؛ زادهٔ ۲۱ فوریهٔ ۱۹۷۷) قایقران روئینگ اهل بلاروس است.